# Honey Irani
Pour les articles homonymes, voir Irani (homonymie).
Honey Irani est une scénariste, actrice et réalisatrice indienne de Bollywood.

## Filmographie

### Scénariste
- 1991 : Lamhe de Yash Chopra avec Anil Kapoor, Sridevi et Anupam Kher
- 1992 : Parampara de Yash Chopra avec Sunil Dutt, Vinod Khanna et Aamir Khan
- 1993 : Darr de Yash Chopra avec Sunny Deol, Juhi Chawla et Shahrukh Khan
- 1994 : Suhaag de Sandesh Kolhiavec Ajay Devgan, Akshay Kumar et Karisma Kapoor
- 1997 : Aur Pyaar Gaya de Rahul Rawail avec Bobby Deol, Anupam Kher et Aishwarya Rai
- 1998 : Jab Pyaar Kisise Hota Hai de Deepak Sareen avec Salman Khan, Twinkle Khanna et Anupam Kher
- 1999 : Laawaris de Shrikant Sharma avec Jackie Shroff, Akshaye Khanna et Manisha Koirala
- 2000 : Kaho Naa… Pyaar Hai de Rakesh Roshan avec Hrithik Roshan et Amisha Patel
- 2000 : Kya Kehna de Kundan Shah avec Saif Ali Khan et Preity Zinta
- 2001 : Albela de Deepak Sareen avec Govinda, Aishwarya Rai et Jackie Shroff
- 2003 : Armaan de Honey Irani avec Amitabh Bachchan, Anil Kapoor, Preity Zinta et Gracy Singh
- 2003 : Koi... Mil Gaya de Rakesh Roshan avec Hrithik Roshan et Preity Zinta
- 2006 : Krrish de Rakesh Roshan avec Hrithik Roshan et Priyanka Chopra.

### Actrice
- 1959 : Qaidi No. 911 de Aspi Irani
- 1962 : Soorat Aur Seerat de Rajnish Bahl
- 1964 : Chandi Ki Deewar de Dilip Bose
- 1970 : Kati Patang de Shakti Samanta : Manorama
- 1972 : Seeta Aur Geeta de Ramesh Sippy : Sheila

### Réalisatrice
- 2003 : Armaan avec Amitabh Bachchan, Anil Kapoor, Preity Zinta et Gracy Singh.